# Gilbert Yvel
Gilbert "The Hurricane" Yvel (Amsterdam, 30 de junho de 1976) é um lutador de MMA holândes.
Gilbert Yvel é bastante experiente e tem sua maior qualidade a luta em pé, já tendo nocauteado grandes strikers como o brasileiro Pedro Rizzo, no dia 27 de junho de 2009, no evento denominado FFI - Ultimate Chaos; e o tetracampeão do K-1 Semmy Schilt.

## Recepcionado pelo Cigano
Na sua primeira luta no UFC, Yvel conhecido como Hurricane iria enfrentar Junior dos Santos o popular Cigano, Yvel insultou Cigano antes da luta, dizendo que não conhecia o brasileiro e venceria facilmente por nocaute, e ainda disse que depois da luta desafiaria Brock Lesnar pelo cinturão dos Pesos Pesados do UFC.
Logo no início da luta, Yvel tentou acertou um chute giratório e um head kick, os dois porém foram bloqueados. Cigano mostrando um boxe muito forte acertou um bom uppercut de esquerda derrubando Yvel e depois de uma sequência o árbitro interrompeu a luta.

## Cartel no MMA
| Resultado     | Cartel     | Oponente            | Método                                      | Evento                                        | Data       | Assalto | Tempo | Notas          |
| Vitória       | 38-13-1(1) | Houston Alexander   | KO (socos)                                  | RFA 2: Yvel vs. Alexander                     | 2012-03-30 | 1       | 3:59  |                |
| Vitória       | 37-13-1(1) | Damian Dantibo      | TKO (socos)                                 | RFA 1: Pulver vs. Elliott                     | 2011-12-16 | 1       | 3:12  |                |
| Derrota       | 36-16-1(1) | Jon Madsen          | TKO (socos)                                 | UFC 121: Lesnar vs. Velasquez                 | 2010-10-23 | 1       | 1:48  |                |
| Derrota       | 36-15-1(1) | Ben Rothwell        | Decisão (unânime)                           | UFC 115: Liddell vs. Franklin                 | 2010-06-12 | 3       | 5:00  |                |
| Derrota       | 36-14-1(1) | Junior dos Santos   | TKO (socos)                                 | UFC 108: Evans vs. Silva                      | 2010-01-02 | 1       | 2:07  | Estreia no UFC |
| Vitória       | 36-13-1(1) | Pedro Rizzo         | KO (socos)                                  | Ultimate Chaos: Lashley vs. Sapp              | 2009-06-27 | 1       | 2:10  |                |
| Derrota       | 35-13-1(1) | Josh Barnett        | Finalização (socos)                         | Affliction: Day of Reckoning                  | 2009-01-24 | 3       | 3:05  |                |
| Vitória       | 35-12-1(1) | Alexander Timonov   | TKO (socos)                                 | M-1 Challenge 9 - Russia                      | 2008-11-21 | 1       | 0:22  |                |
| Vitória       | 34-12-1(1) | Sergey Shemetov     | Finalização (chave de dedo)                 | KOE: Tough Is Not Enough                      | 2008-10-05 | 1       | 0:53  |                |
| Vitória       | 33-12-1(1) | Michal Kita         | KO                                          | Gentlemen Fight Night                         | 2008-05-24 | 2       | N/A   |                |
| Vitória       | 32-12-1(1) | Hakim Goram         | TKO                                         | K-1 World Grand Prix 2007 in Amsterdam        | 2007-06-23 | 1       | N/A   |                |
| Vitória       | 31-12-1(1) | Akira Shoji         | TKO (socos)                                 | Pride 34: Kamikaze                            | 2007-04-08 | 1       | 3:43  |                |
| Vitória       | 30-12-1(1) | Rodney Glunder      | KO (socos)                                  | 2H2H - Pride & Honor                          | 2006-11-12 | 1       | 1:38  |                |
| Vitória       | 29-12-1(1) | Fabiano Scherner    | TKO (socos)                                 | CR 17: Ultimate Challenge                     | 2006-07-01 | 1       | 1:30  |                |
| Derrota       | 28-12-1(1) | Roman Zentsov       | KO (soco)                                   | Pride Total Elimination Absolute              | 2006-05-05 | 1       | 4:55  |                |
| Vitória       | 28-11-1(1) | Valentijn Overeem   | Finalização (chave de braço)                | It's Showtime: Amsterdam Arena                | 2005-06-12 | 1       | 4:30  |                |
| Derrota       | 27-11-1(1) | Ikuhisa Minowa      | Finalização (chave de dedo)                 | Pride Bushido 6                               | 2005-04-03 | 1       | 1:10  |                |
| Derrota       | 27-10-1(1) | Atte Backman        | DQ (agrediu o árbitro)                      | Fight Festival 12                             | 2004-11-13 | 1       | 0:35  |                |
| Vitória       | 27-9-1(1)  | Cheick Kongo        | TKO (socos)                                 | It's Showtime: Amsterdam Arena                | 2004-05-20 | 2       | N/A   |                |
| Empate        | 26-9-1(1)  | Daniel Tabera       | Empate                                      | M-1 MFC: Russia vs the World 7                | 2003-12-05 | 1       | 10:00 |                |
| Derrota       | 26-9 (1)   | Jeremy Horn         | Decisão (unânime)                           | Pride 21: Demolition                          | 2002-06-23 | 3       | 5:00  |                |
| Vitória       | 26-8 (1)   | Bob Schrijber       | TKO                                         | 2H2H 4 - Simply the Best 4                    | 2002-03-17 | N/A     | N/A   |                |
| Vitória       | 25-8 (1)   | Ibragim Magomedov   | Finalização (mata-leão)                     | M-1 MFC - Russia vs the World 2               | 2001-11-11 | N/A     | 2:45  |                |
| Derrota       | 24-8 (1)   | Don Frye            | DQ (dedo no olho)                           | Pride 16: Beasts From the East                | 2001-09-24 | 1       | 7:27  |                |
| Derrota       | 24-7 (1)   | Igor Vovchanchyn    | Finalização (mata-leão)                     | Pride 14: Clash of the Titans                 | 2001-05-27 | 1       | 1:52  |                |
| Vitória       | 24-6 (1)   | Carlão Barreto      | KO (joelhada voadora)                       | 2H2H 2 - Simply The Best                      | 2001-03-18 | 1       | 2:20  |                |
| Derrota       | 23-6 (1)   | Kazuyuki Fujita     | Decisão (unânime)                           | Pride 12: Cold Fury                           | 2000-12-09 | 2       | 5:00  |                |
| Sem Resultado | 23-5 (1)   | Wanderlei Silva     | Sem Resultado (Yvel foi chutado na virilha) | Pride 11: Battle of the Rising Sun            | 2000-10-31 | 1       | 0:21  |                |
| Vitória       | 23-5       | Gary Goodridge      | KO (chute na cabeça)                        | Pride 10: Return of the Warriors              | 2000-08-27 | 1       | 0:28  |                |
| Derrota       | 22-5       | Vítor Belfort       | Decision (unânime)                          | Pride 9: New Blood                            | 2000-06-04 | 2       | 10:00 |                |
| Vitória       | 22-3       | Kiyoshi Tamura      | TKO (golpes)                                | Rings: Millennium Combine 1                   | 2000-04-20 | 1       | 13:13 |                |
| Vitória       | 21-3       | Brian Dunn          | TKO (socos)                                 | 2H2H 1: 2 Hot 2 Handle                        | 2000-03-05 | 1       | 0:21  |                |
| Derrota       | 20-4       | Dan Henderson       | Decisão (unânime)                           | Rings: King of Kings 1999 Final               | 2000-02-26 | 2       | 5:00  |                |
| Vitória       | 20-3       | Joop Kasteel        | KO (palmada)                                | Rings Holland: There Can Only Be One Champion | 2000-02-06 | 1       | 4:16  |                |
| Vitória       | 19-3       | Tsuyoshi Kohsaka    | TKO (Corte)                                 | Rings: King of Kings 1999 Block B             | 1999-12-22 | 1       | 1:17  |                |
| Vitória       | 18-3       | Tariel Bitsadze     | Finalização (chave de braço)                | Rings: King of Kings 1999 Block B             | 1999-12-22 | 1       | 2:18  |                |
| Vitória       | 17-3       | Dennis Reed         | KO (joelhada voadora)                       | AAC 2: Amsterdam Absolute Championship 2      | 1999-11-27 | 1       | 1:43  |                |
| Vitória       | 16-3       | Fábio Piamonte      | TKO (golpes)                                | WVC 9: World Vale Tudo Championship 9         | 1999-09-27 | 1       | 2:28  |                |
| Derrota       | 15-3       | Tsuyoshi Kohsaka    | Decisão técnica (perdeu pontos)             | Rings: Rise 5th                               | 1999-08-19 | 1       | 8:17  |                |
| Vitória       | 15-2       | Semmy Schilt        | KO (socos)                                  | Rings Holland: The Kings of the Magic Ring    | 1999-06-20 | 2       | 4:45  |                |
| Vitória       | 14-2       | Tsuyoshi Kohsaka    | TKO (intervenção do médico)                 | Rings: Rise 2nd                               | 1999-04-23 | 1       | 14:58 |                |
| Vitória       | 13-2       | Todd Medina         | KO (joelhada)                               | WVC: World Vale Tudo Championship             | 1999-03-20 | 1       | 0:10  |                |
| Vitória       | 12-2       | Big Mo T            | KO (joelhada voadora)                       | Rings Holland: Judgement Day                  | 1999-02-07 | 1       | 1:59  |                |
| Vitória       | 11-2       | Lee Hasdell         | TKO (corte)                                 | Rings Holland: The Thialf Explosion           | 1998-10-24 | N/A     | N/A   |                |
| Vitória       | 10-2       | Valentijn Overeem   | TKO (contusão no ombro)                     | Rings Holland: Who's The Boss                 | 1998-06-07 | 1       | 0:38  |                |
| Derrota       | 9-2        | Karimula Barkalaev  | DQ (Biting)                                 | IAFC: Pankration European Championship 1998   | 1998-05-23 | 1       | 4:49  |                |
| Derrota       | 9-1        | Bob Schrijber       | KO (socos e chute)                          | IMA: KO Power Tournament                      | 1998-04-12 | 1       | 4:15  |                |
| Vitória       | 9-0        | Algirdas Darulis    | TKO (3 Knockdowns)                          | IMA: KO Power Tournament                      | 1998-04-12 | 1       | 3:02  |                |
| Vitória       | 8-0        | Bob Schrijber       | Finalização (chave de calcanhar)            | Rings Holland: The King of Rings              | 1998-02-08 | 2       | 1:12  |                |
| Vitória       | 7-0        | Bas Lussen          | KO                                          | RDFF 2: Red Devil Free Fight 2                | 1997-12-07 | N/A     | N/A   |                |
| Vitória       | 6-0        | Oleg Tsygolnik      | KO (soco)                                   | M-1 MFC: World Championship 1997              | 1997-11-01 | 1       | 1:41  |                |
| Vitória       | 5-0        | Sergei Tunic        | KO (socos)                                  | M-1 MFC: World Championship 1997              | 1997-11-01 | 1       | 1:16  |                |
| Vitória       | 4-0        | Pedro Palm          | TKO                                         | Gym Almaar: Fight Gala                        | 1997-10-05 | N/A     | N/A   |                |
| Vitória       | 3-0        | Vyacheslav Kiselyov | TKO (joelhadas)                             | RDFF 1: Red Devil Free Fight 1                | 1997-09-27 | 1       | 0:51  |                |
| Vitória       | 2-0        | Leon Dijk           | KO (Knee)                                   | Rings Holland: Utrecht at War                 | 1997-06-29 | 1       | 2:05  |                |
| Vitória       | 1-0        | Rob van Leeuwen     | TKO (intervenção do Córner)                 | Rings Holland: The Final Challenge            | 1997-02-02 | 1       | 4:06  |                |